# タスキーギ・エアメン
タスキーギ・エアメン（Tuskegee Airmen）は、米軍史上初のアフリカ系アメリカ人の航空部隊の通称名。第二次世界大戦当時のアメリカ軍では人種隔離政策（racial segregation）により黒人は航空機搭乗員になれなかった中、史上初めてアフリカ系アメリカ人のみで構成された部隊である。この部隊の中にはハイチ空軍のハイチ人5人とトリニダードのパイロット1人、またドミニカ共和国生まれのヒスパニックの飛行士も含まれていた。
部隊は主にヨーロッパ戦線で活動したアメリカ陸軍航空軍の第332戦闘航空群と第477爆撃航空群の計8飛行中隊から成る。彼らが乗ったP-47サンダーボルトやP-51マスタングなどの尾翼は赤く塗られていたので、「レッド・テイルズ」（赤い尾）という名でも呼ばれた。

## 史上初の黒人航空部隊
アメリカの人種隔離政策とジム・クロウ法は、軍隊のなかでも徹底されていたため、アフリカ系アメリカの兵士は人種隔離された部隊に配属されたうえ、人種差別的に遇され、その黒人部隊の任務の多くは、兵站と給仕や洗濯などといった非戦闘的な任務に限られていた。第一次世界大戦時、フランス空軍に志願し、パイロットの訓練を受けて活躍し、伍長にまで昇進したユージン・ブラードは、祖国での従軍は許可されることはなかった。
こうした、軍隊における人種隔離政策の撤廃にむけ、全米黒人地位向上協会 (NAACP) のウォルター・ホワイト、労働組合リーダーのフィリップ・ A・ランドルフら著名な公民権指導者によってロビー活動が続けられた。1939年4月3日、ハプロ・シュワルツ上院議員らによるアフリカ系アメリカ人パイロットの訓練資金を捻出する予算法案が議会で可決され、なんとか陸軍省に黒人パイロット養成のための民間航空学校の補助金を得るに至った。
1940年、南部アラバマ州タスキーギにある黒人大学タスキーギ大学でも民間パイロット訓練プログラム(CPTP)がスタートした。1941年3月、タスキーギの子ども病院を見学中だったファーストレディ、エレノア・ルーズベルトは、アフリカ系アメリカ人の民間人主任教官アルフレッド・アンダーソンが操縦する軽飛行機パイパー カブに試乗し、その後、飛行場の建設資金を調達するため、17万5000ドルの融資を手配した。
1941年6月、第99追撃飛行隊はタスキーギに移管された。飛行隊は47人の将校と429人の下士官で構成され、タスキーギ大学で学びながら地元のタスキーギ飛行場で実践訓練を受けた。タスキーギ飛行場も急ぎ構築されたが、その事業を請け負ったのもアフリカ系アメリカの請負業者であった。またベンジャミン・デイヴィス・ジュニア中佐の指揮下に置かれた。デイヴィスは陸軍における最初の黒人将官ベンジャミン・デイヴィス・シニア准将の息子である。またこのプログラムに参加するためには数々の試験や知能指数特定やアイデンティティー試験まで受けなければならなかった。
今まで、白人の将校を指揮官として人種隔離された(つまり黒人だけで構成された) 若干の黒人部隊 "segregated unit" を持つというやり方は、米陸軍第9騎兵隊、第10騎兵隊、第24歩兵連隊、第25歩兵連隊のように、通称「バッファロー・ソルジャー」と呼ばれ、南北戦争のころから行われていた。黒人団体側の要求を受け、1941年、米陸軍は初めてのすべて黒人の部隊、第99追撃飛行隊の設立を宣言した。

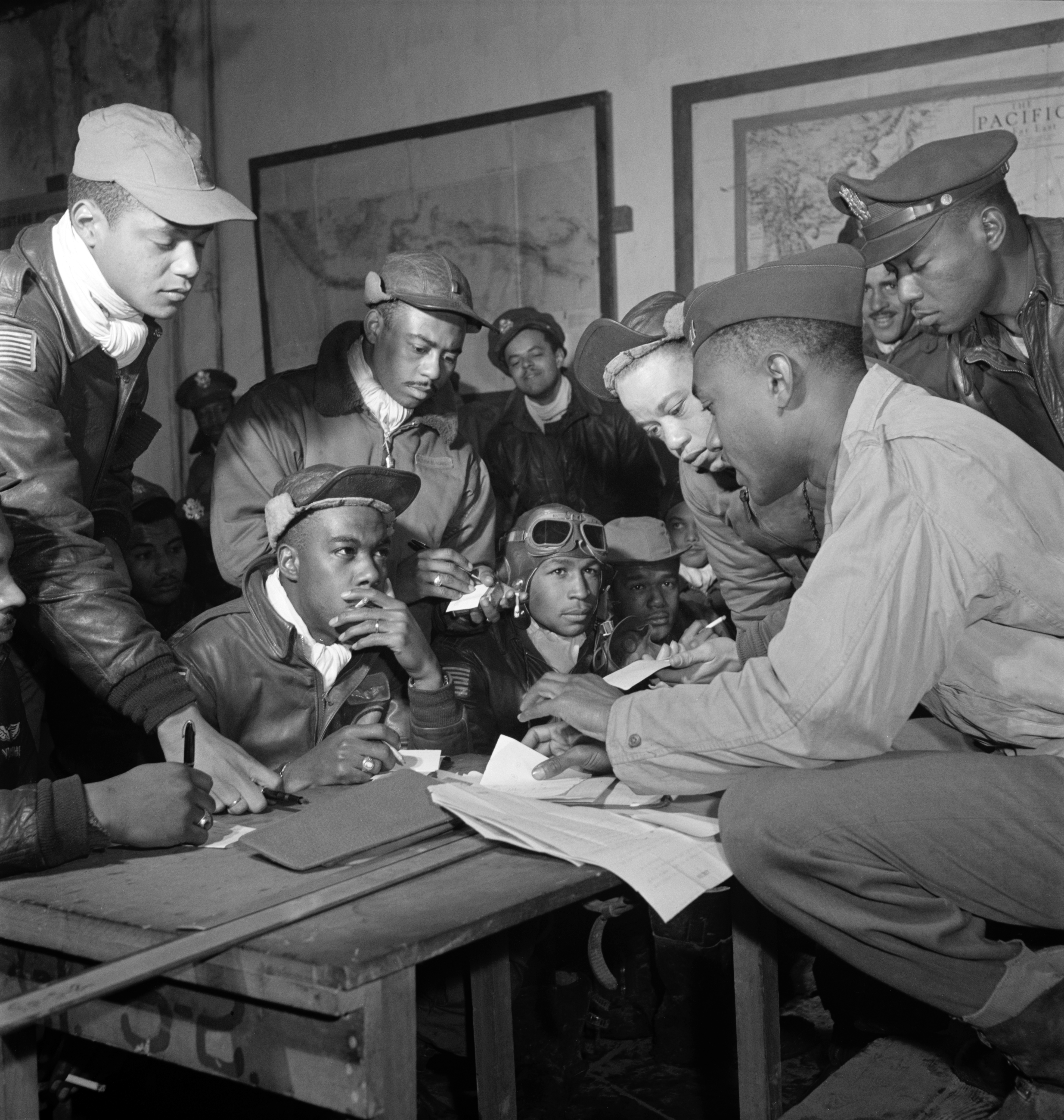
タスキーギ・エアメンのブリーフィング (1945年3月)

1943年6月に地中海方面で初めて実戦配備され、1944年にはイタリアへ拠点を移した。当初、黒人パイロットらは空中戦などの戦闘機乗りとしての高度な任務は与えられなかったが、徐々に成果を上げ、ヨーロッパ戦線でドイツ支配下の東欧や南ドイツ各地の爆撃作戦で護衛任務に活躍した｡デイヴィス大佐の指揮のもと、重爆撃機の護衛飛行で、第332戦闘群は伝説になるほどの戦闘記録を獲得した。また連合軍は、タスキーギの飛行士を「レッド・テイル」または「レッド・テイル・エンジェル」と呼んだが、これは、彼らが部隊の航空機の尾翼に独特の深紅色の識別マークを塗ったことに由来している。全部で、1941年から1946年にかけて992人のパイロットがタスキーギで訓練をうけた。355人が海外に派遣され、84人が命を落とした。また戦争捕虜として32人が捕らえられた。

## 戦後
1948年、ハリー・S・トルーマン大統領が大統領令9981号に調印し、長年続いた軍隊における人種隔離政策を撤廃させた後も、元タスキーギ・エアメンの退役軍人たちは戦後の航空の発展に大きく貢献した。

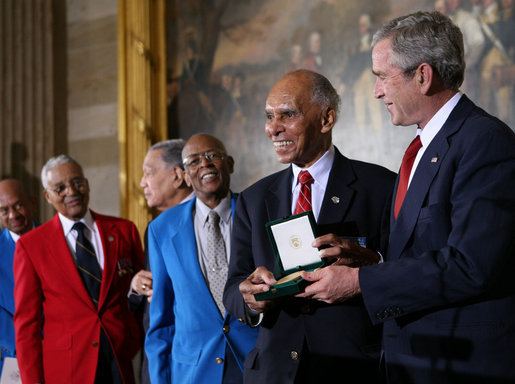
2007年3月29日、タスキーギ・エアメンは、米国議会議事堂でひらかれた式典でブッシュ大統領から議会名誉黄金勲章を授与された。

2007年3月29日に、タスキーギ・エアメンは、米国議会議事堂でひらかれた式典で名誉黄金勲章を授与され、それは現在スミソニアン協会で展示されている。空軍が訓練したタスキーギ飛行場は現在、タスキーギ空軍国立史跡として指定され、博物館も併設されている。
2018年3月8日、タスキーギエアメンの数少ない生存者の１人だったニューヨーク市警察 (NYPD) の元刑事フロイド・カーター・サーが95歳で死亡した。第二次世界大戦、朝鮮戦争、ベトナム戦争の3つの戦争に従軍、後に中佐に昇進した。1953年からNYPDに勤務。2007年にはブッシュ元大統領から人種のバリアを打ち破ったとして議会名誉黄金勲章を授与された。
パイロットのウェンデル・O・プルーイットは出身地のセントルイスに建てられた団地「プルーイット・アイゴー」の名に使われた。

## 映画
- 『ジャスティス』(2002) グレゴリー・ホブリット監督。空軍のエリートパイロットも捕虜収容所に収容されれば同国の兵士から差別を受ける。収容所でおこった殺人事件のミステリーを描く。ヨーロッパ戦線で飛翔する第99追撃飛行隊レッドテイルズも登場する。
- 『ナイト ミュージアム2』(2009)。映画中でタスキーギ・エアメンのパイロットが女性パイロットのアメリア・イアハートに「滑走路を飛べるよう片付けてくれて感謝する」と語る場面がある[17]。
- 『レッド・テイルズ』(2012) ジョージ・ルーカス製作総指揮、アンソニー・ヘミングウェイ監督。同年、ジョージ・ルーカスはアメリカのテレビ番組「ザ・デイリー・ショー」に出演し、なぜ映画『レット・テイルズ』が構想から20年もかかったのかに関して、ハリウッドの大手スタジオは「黒人キャストばかりの映画は観客には魅力がない」と制作に意欲的ではなかったと語った[18][19]。実際、どのスタジオも資金提供を断ったので、制作は全部自腹でまかなったことを明らかにしている[20]。

## ギャラリー

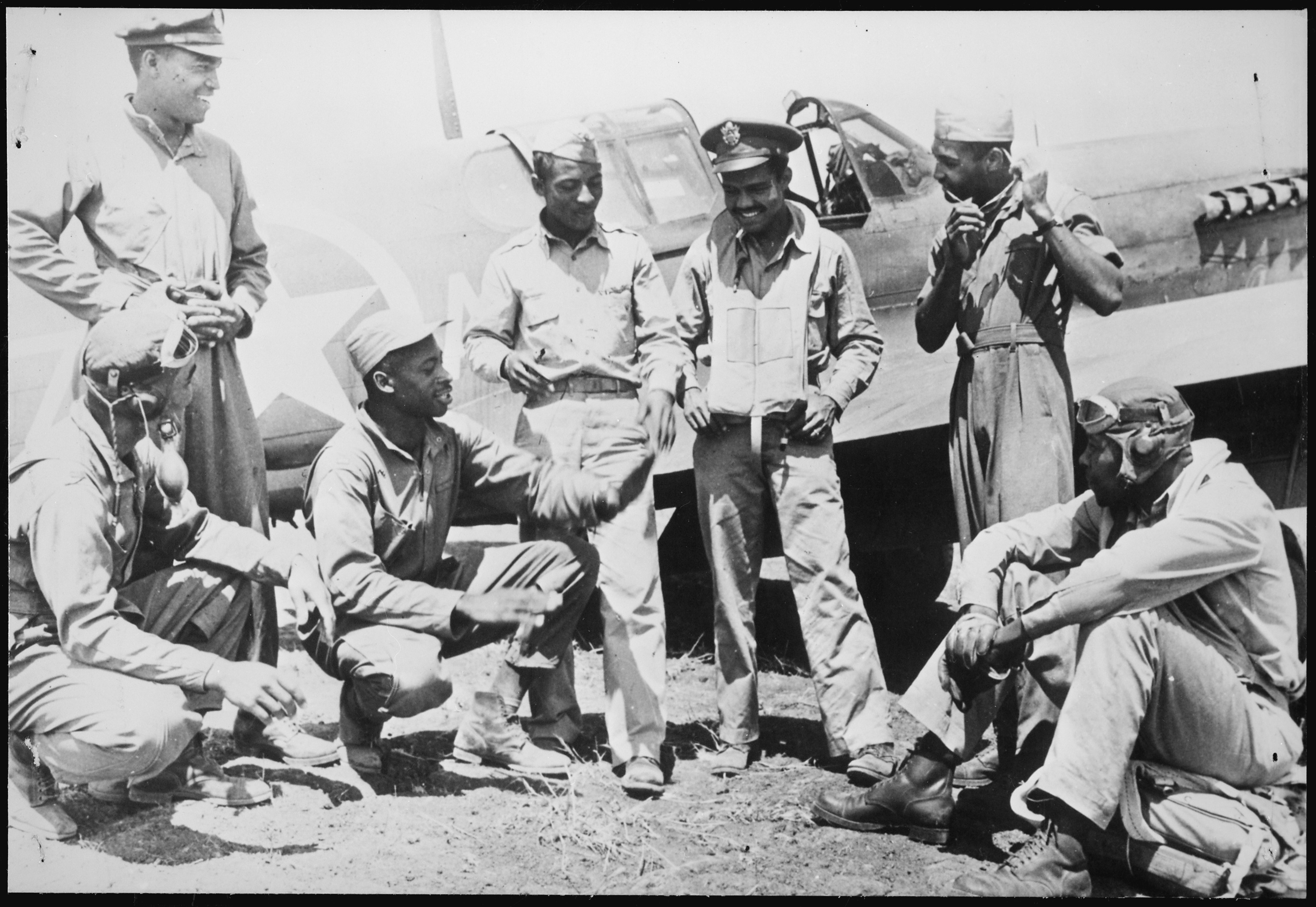
1944年1月27日にローマ南部で、破壊された28機のドイツ軍機のうち8機を撃墜したタスキーギ・エアメン。
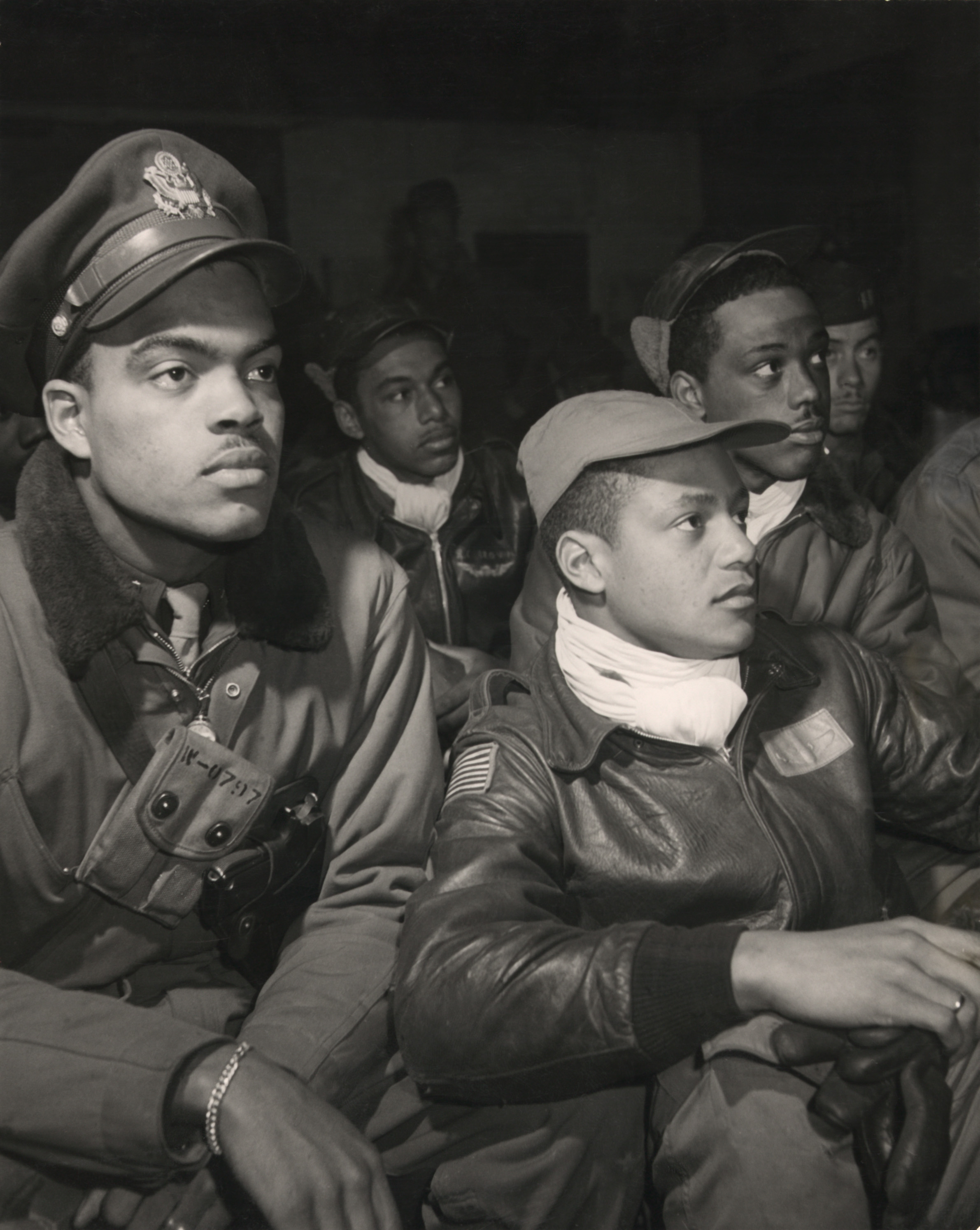
第332戦闘群パイロット、イタリアでのブリーフィングで。(1945年)
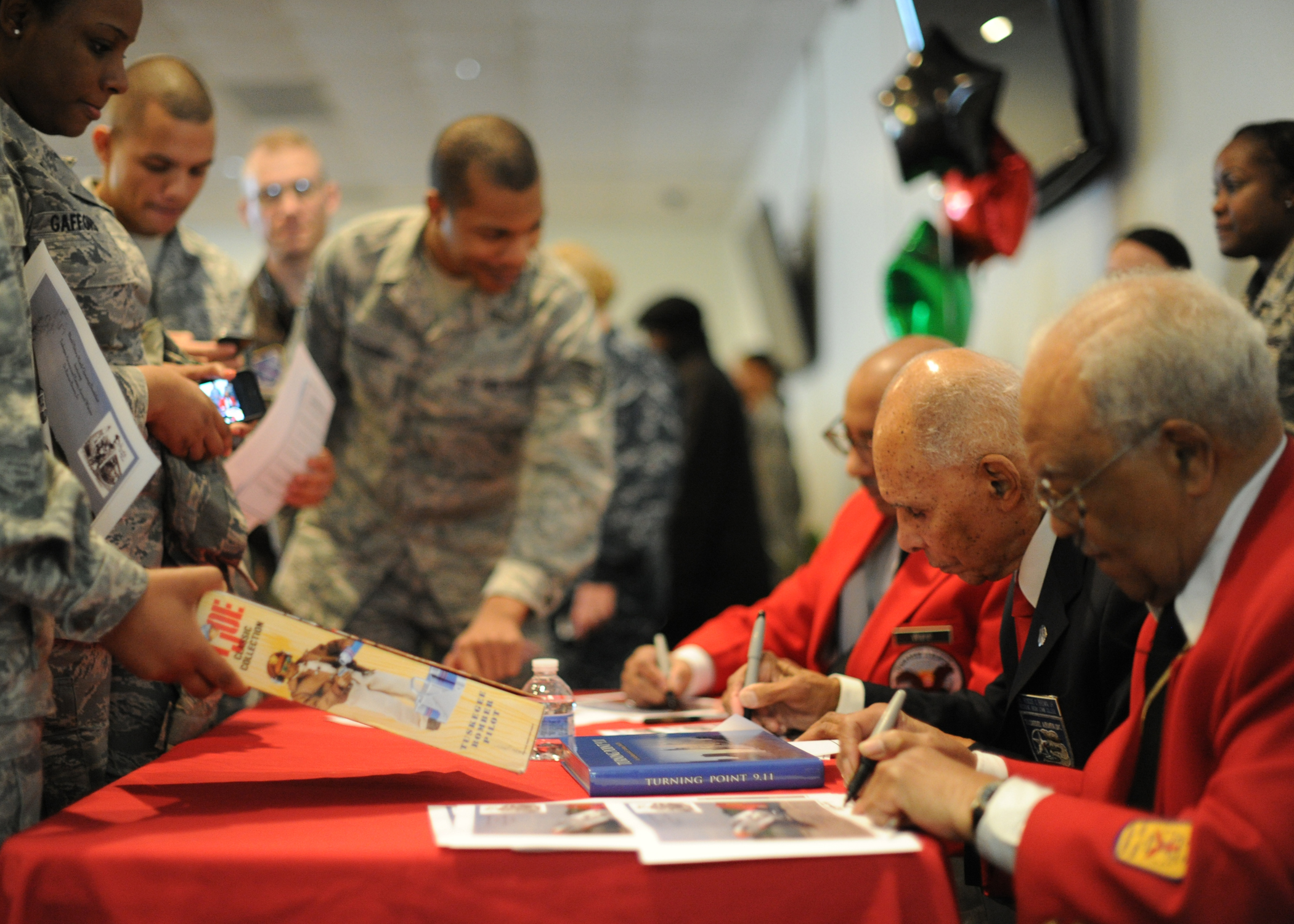
タスキーギ・エアメンの退役軍人が花を添える黒人歴史月間のイベント。
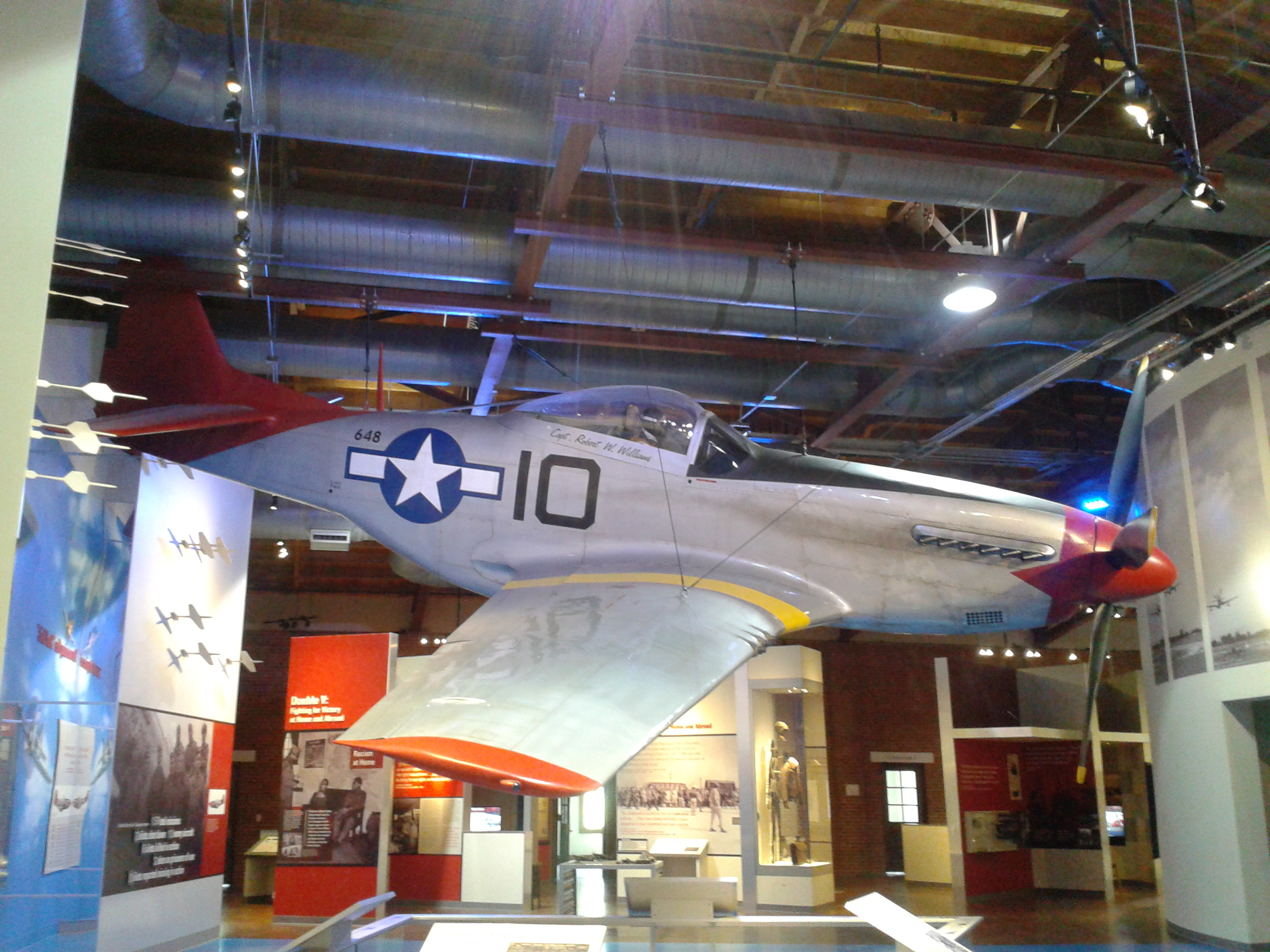
タスキーギ・エアメン国立史跡博物館 (アラバマ州タスキーギ)に展示されている、ロバート・W・ウィリアムズ（Robert W Williams）乗機塗装のP-51Dマスタングレプリカ。
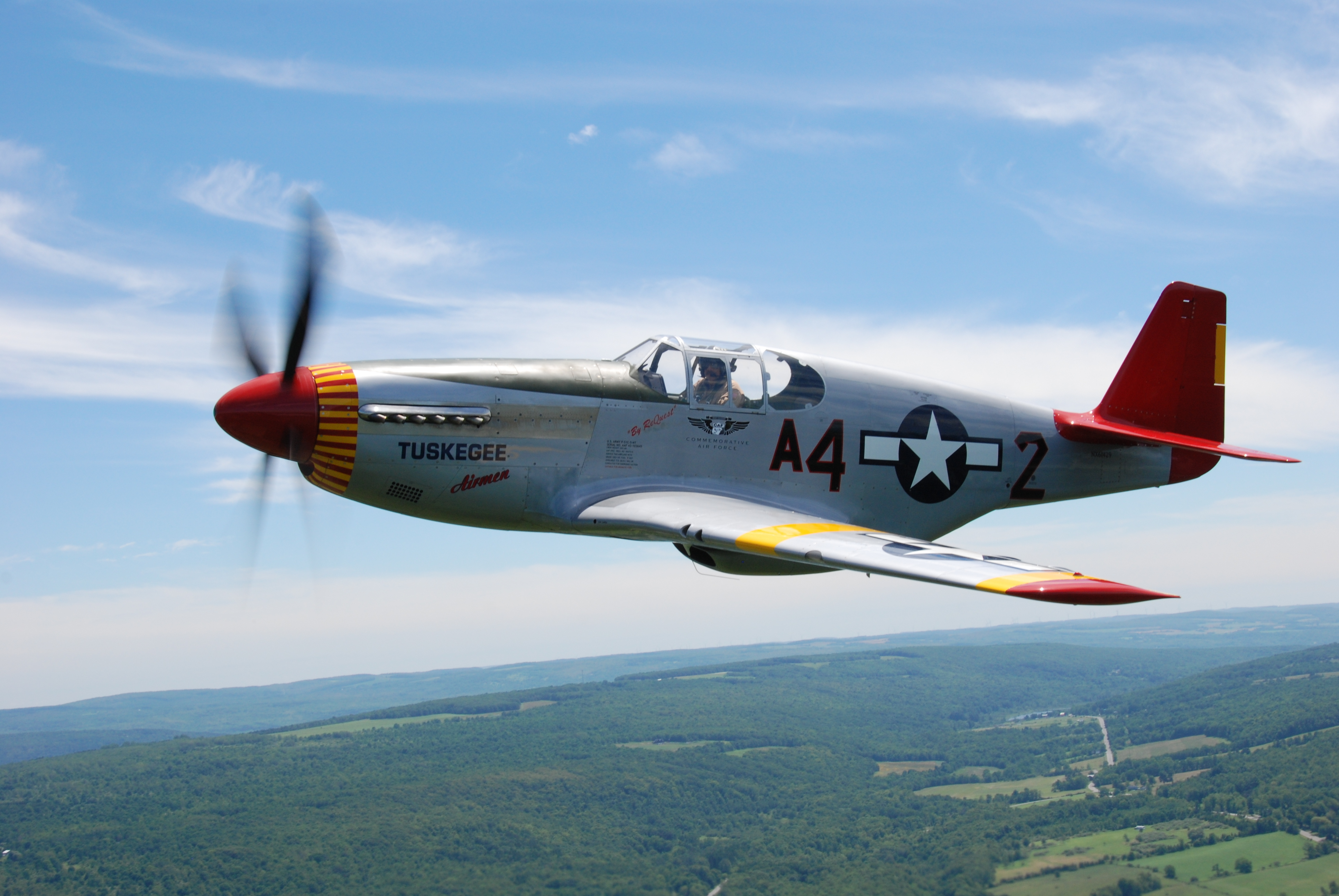
記念空軍レッド・テイル飛行隊所属のP-51C-10-NT・42-103645。
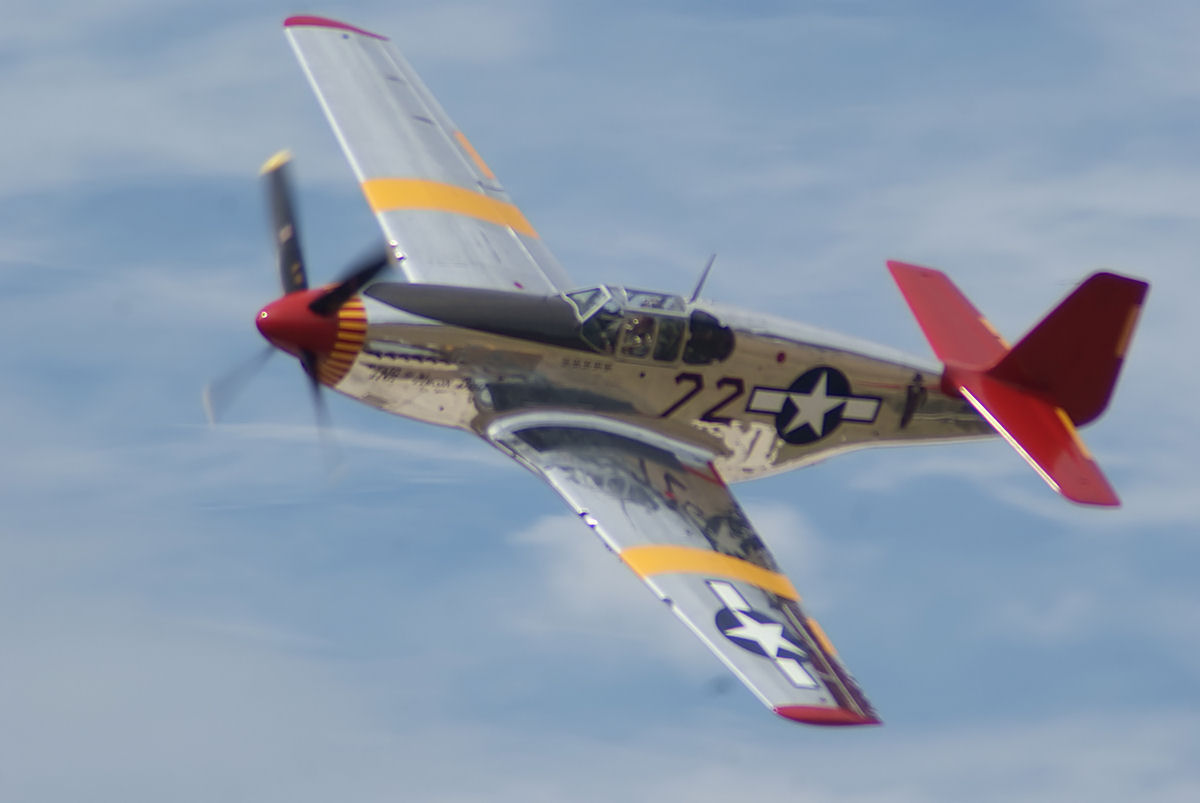
ファンタジー・オヴ・フライト博物館所属の51C-10-NT・42-103831。
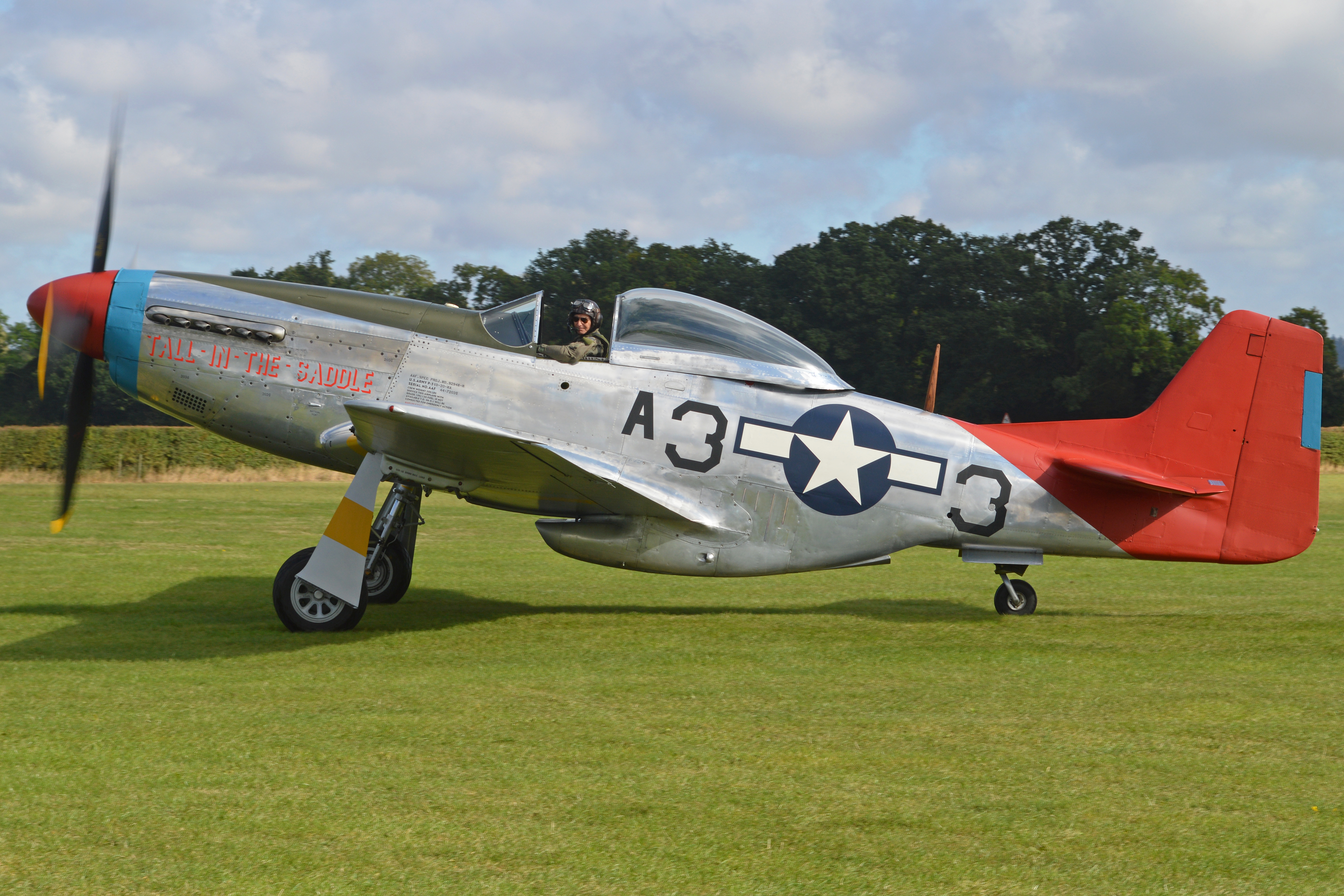
ジョージ・ハーディーが1945年時に搭乗していた本物の第332戦闘航空群第99戦闘機飛行隊所属機、P-51D-20-NA・44-72035。実際に「レッド・テイルズ」で運用された機体のうち唯一の現存機と考えられている。